# 阿爾貝塔斯·希梅納斯
阿爾貝塔斯·希梅納斯（1950年2月17日—）是一名立陶宛政治人物，在1991年1月10日至13日期間擔任3天的立陶宛總理。他在立陶宛一月事件中失蹤，其職務被格季米納斯·瓦格諾留斯取代。
希梅納斯於1972年獲得維爾紐斯大學經濟學學位。1984年至1989年，他在維爾紐斯·格迪米納斯技術大學授課。他參加了薩尤季斯的活動，並被選入最高委員會-重組議會。1990年3月11日，他簽署《立陶宛復國法案》，宣布立陶宛從蘇聯獨立。1991年1月，當卡濟梅拉·普倫斯克涅領導的第一屆政府因物價上漲而辭職時，希梅納斯成為一個大致沒有變化的政府的總理。然而，當蘇聯軍隊進入維爾紐斯並包圍了關鍵建築時，希梅納斯卻不見蹤影。在一次緊急會議上，瓦格諾留斯接管了他的內閣並成為總理。1月14日，希梅納斯突然再次出現。他於1991年5月30日加入瓦格諾留斯的政府，擔任經濟部長，一直到1992年7月21日政府辭職。1994年，他加入立陶宛基督教民主黨，1996年當選為第七屆議會議員。他在2004年的議會和歐洲議會選舉中競選失敗，之後加入私營部門。
1990年至1994年，希梅納斯發表了幾篇關於經濟的學術論文和一本關於立陶宛經濟改革的專著。